# 聖奧爾本斯城足球會
聖奧爾本斯城足球會（St Albans City Football Club）是一支位於英格蘭聖奧爾本斯的職業足球會，目前於英格蘭足球全國聯賽南角逐。

## 外部連結
- 官方网站